# دانيو
الدانيو (الاسم العلمي: Danio) هو جنس من الأسماك يتبع فصيلة الشبوطيات من رتبة شبوطيات الشكل.

## أنواع الدانيو
- دانيو أزرق
- دانيو قزم
- دانيو كوانغبني
- دانيو لؤلؤي
- دانيو مخطط
- دانيو واضح
- دانيو وردي